# Khomārak
Khomārak (persiska: خمارك, خُوارَك) är en ort i Iran.   Den ligger i provinsen Zanjan, i den nordvästra delen av landet, 250 km väster om huvudstaden Teheran. Khomārak ligger 1 890 meter över havet och antalet invånare är 340.
Terrängen runt Khomārak är platt åt sydväst, men åt nordost är den kuperad.Runt Khomārak är det ganska glesbefolkat, med 34 invånare per kvadratkilometer. Närmaste större samhälle är Sojās, 13,0 km väster om Khomārak. Trakten runt Khomārak består i huvudsak av gräsmarker.